# Кодола Олександр Михайлович
Олександр Михайлович Кодола (нар. 17 лютого 1982, м. Чернігів) — український політик і громадський діяч, Народний депутат України VIII-го скликання (2014—2019), з 2020 року дотепер — Ніжинський міський голова.

## Освіта
У 2007 році закінчив Чернігівський державний технологічний університет.
У 2017 році здобув науковий ступінь кандидата економічних наук, захистивши дисертацію за спеціальністю «Економіка та управління національним господарством».
У 2020 року закінчив Національну академію державного управління при Президентові України, здобув кваліфікацію: ступінь вищої освіти магістр, спеціальність «Публічне управління та адміністрування».

## Трудова діяльність
У 2001 році розпочав працювати помічником друкаря у ТОВ «Зірка», м. Чернігів.
У 2002 році працював учнем налагоджувальника автоматичних ліній та агрегатних верстатів механоскладального корпусу АТ «Чернігівавтодеталь».
2002—2003 роки — майстер служби енергетика у ковальському цеху АТ «Чернігівавтодеталь».
2003—2006 роки — інженер з організації та нормування праці інструментального цеху АТ «Чернігівавтодеталь».
2006—2007 роки — інженер з організації та нормування праці II категорії відділу праці та заробітної плати ТОВ «Складальний завод — Чернігівавтодеталь».
2008—2011 роки — заступник головного енергетика ТОВ «Житло-Буд».
2012 рік — помічник-консультант народного депутата України.
У 2014 році був обраний на посаду першого заступника голови Чернігівської обласної ради.
З 27 листопада 2014 по 29 серпня 2019 — народний депутат України VIII-го скликання (одномандатний мажоритарний виборчий округ № 209).
У жовтні 2020 року був обраний на посаду Ніжинського міського голови.

## Політична та громадська діяльність

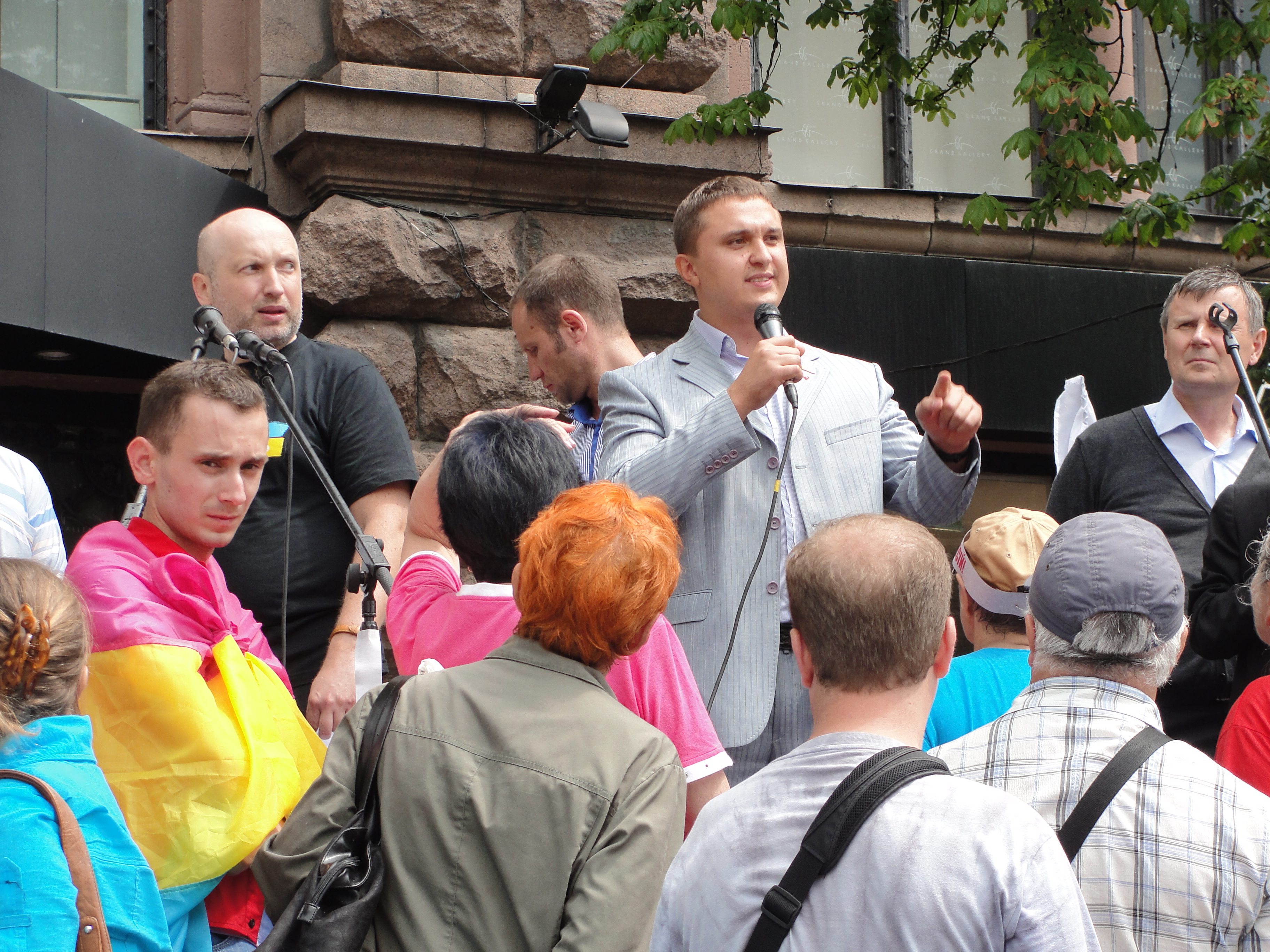
Під час акції протесту під Печерським районним судом м. Києва в червні 2011 року

2007—2009 роки — голова Чернігівської обласної громадської організації ВМГО «Батьківщина молода».
2009—2010 роки — перший заступник голови Чернігівської обласної партійної організації ВО «Батьківщина».
2009—2018 роки — голова Правління Чернігівської обласної організації «Центр політичних студій та аналітики», метою діяльності якої є реалізація та захист інтересів, прав і свобод громадян, розвиток громадянського суспільства, підвищення рівня громадянської та політичної освіти, розвиток місцевої демократії.
Члени організації проводили моніторинг та дослідження стану громадянського суспільства в Україні, брали участь в організації та проведенні наукових семінарів, конференцій, нарад щодо обміну досвідом з питань, що входять до статутних завдань діяльності організації, здійснювали висвітлення місцевих проблем в засобах масової інформації, розроблення пропозицій щодо їх вирішення та надання цих пропозицій до місцевих органів влади для врахування.
2010—2014 роки — голова Чернігівської обласної партійної організації ВО «Батьківщина».
Очолював 20-тисячну обласну організацію ВО «Батьківщина». Двічі був обраний головою організації на партійних конференціях.
Був наймолодшим керівником обласної партійної організації ВО «Батьківщина» в Україні.
2014—2019 роки — голова Чернігівської обласної організації Політичної партії «Народний Фронт».
Робота на виборних посадах
У 2006 році обраний депутатом Деснянської районної у м. Чернігові ради V скликання (2006—2010 рр.).
У 2010 році обраний депутатом Чернігівської обласної ради VI скликання за списком Чернігівської обласної партійної організації ВО «Батьківщина».
2010—2014 роки — голова фракції ВО «Батьківщина» в Чернігівській обласній раді.
На Парламентських виборах 2014 року був кандидатом у народні депутати України від партії «Народний фронт» (виборчий округ № 209, Чернігівська область). Здобув перемогу, отримавши 26,88 % голосів виборців.
Як народний депутат у Верховній Раді України VIII-го скликання працював на посаді заступника голови Комітету Верховної Ради України з питань будівництва, містобудування і житлово-комунального господарства.
На місцевих виборах 25 жовтня 2020 року був обраний міським головою Ніжинської міської територіальної громади Ніжинського району Чернігівської області, отримавши підтримку 38,11 % виборців.
В січні 2021 року був обраний заступником голови Чернігівського відділення Асоціації міст України.
Діяльність під час Євромайдану
Активний учасник Євромайдану.

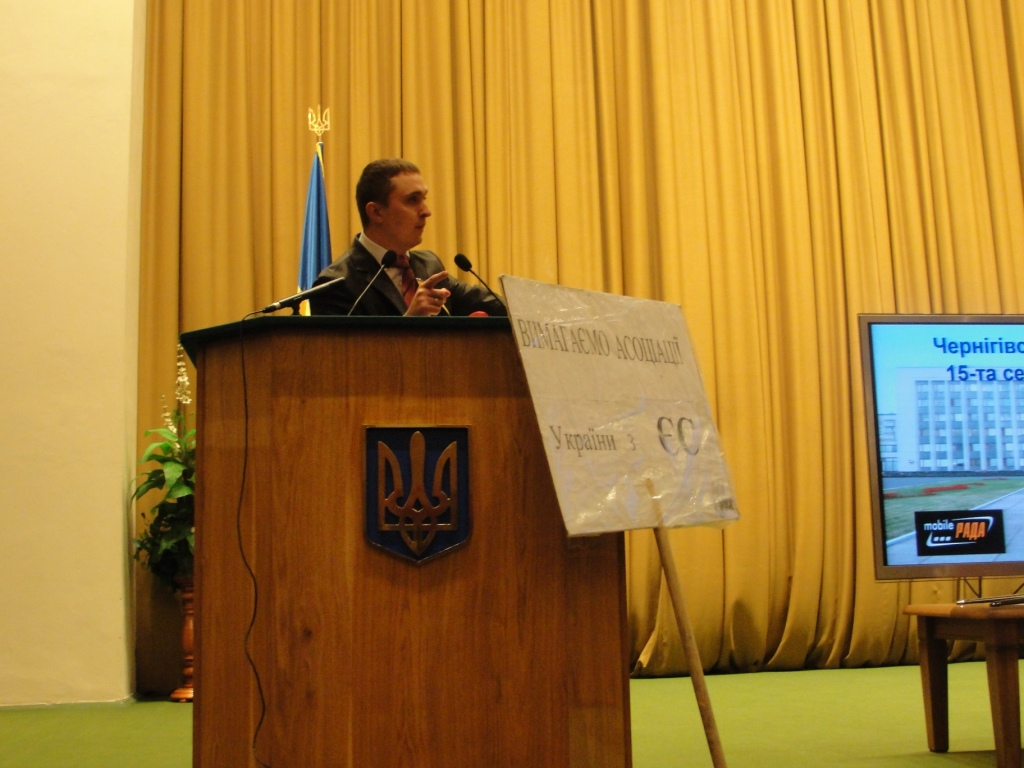
Олександр Кодола вимагає підтримати звернення до Віктора Януковича з вимогою підписати Угоду про асоціацію з ЄС, 27.11.2013

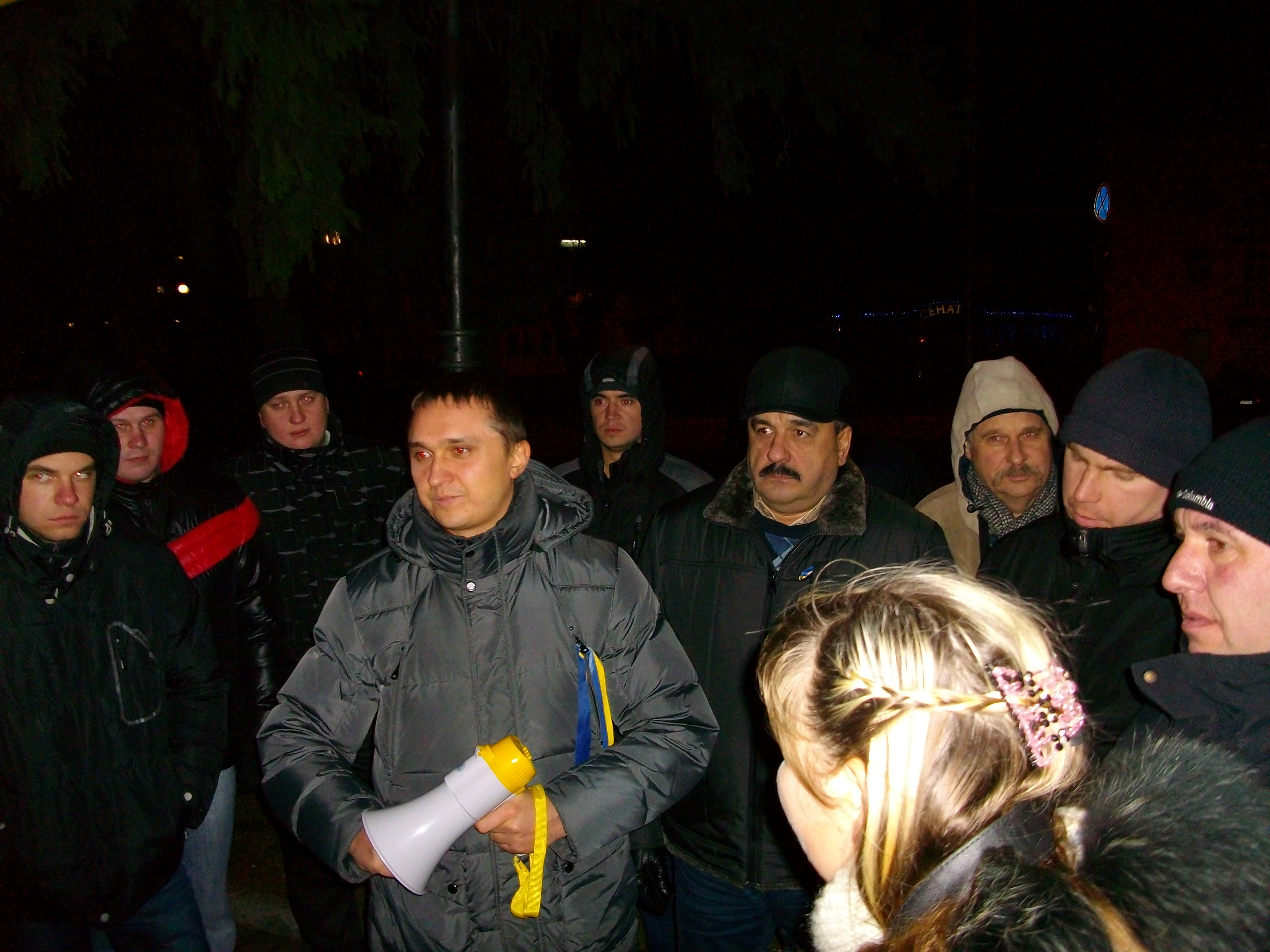
Олександр Кодола координує акцію протесту, Чернігівський Євромайдан

Один з організаторів та керівників Чернігівського Євромайдану та координаторів акцій протесту з листопада 2013 по лютий 2014 року в ході Революції Гідності.
Олександр Кодола був серед перших, хто виїхав на місце події 25 листопада 2013 року, коли державні виконавці за підтримки міліції зносили намет Чернігівського Євромайдану, розташований в сквері на Красній площі міста Чернігова. Рішення про знесення прийняв Чернігівський окружний адміністративний суд, за поданням міської влади.
Міська влада мотивувала позив, тим що на її адресу надійшов від Чернігівського міського УМВС, в якому зазначено, що міліція не може забезпечити безпеку громадян та безпеку громадського порядку в місці проведення заходу. Суд ухвалив рішення про обмеження проведення мітингів і демонстрації на території Красної площі і найближчих вулиць до 7 січня 2014 року.
Під час знесення було задіяно більше 50 правоохоронців, а також люди в цивільному. Намет, сцену, звукову апаратуру кидали до вантажного автомобіля, який згодом зник у невідомому напрямку.
Олександр Кодола звернувся до керівників правоохоронних органів з метою встановити чітку аргументацію знесення Майдану в Чернігові та встановити відповідальних осіб.
27 листопада 2013 року на засіданні 15-ї сесії Чернігівської обласної ради Олександр Кодола вимагав у депутатів підтримати звернення до Віктора Януковича з вимогою відновити курс на європейську інтеграцію та підписати угоду про асоціацію між Україною та Європейським союзом на саміті «Східного партнерства» у Вільнюсі.
2 грудня 2013 року на зборах представників політичних партій і громадських організацій створено Чернігівський обласний Штаб національного спротиву, одним з організаторів та керівників якого став Олександр Кодола.
Неодноразово чергував на головному Євромайдані країни — Майдані Незалежності в Києві. Координував діяльність Чернігівської делегації та намету Чернігівської області на Хрещатику поблизу Київської міської державної адміністрації.

## Парламентська діяльність
Олександр Кодола входить в ТОП-7 депутатів-реформаторів за індексом підтримки реформ за версією VoxUkraine.
Посади у Верховній Раді України
- Заступник голови Комітету Верховної Ради України з питань будівництва, містобудування і житлово-комунального господарства.
- Заступник Глави Постійної делегації Верховної Ради України у Парламентській асамблеї ЄС — Східні сусіди (ПА ЄВРОНЕСТ).
- Член Виконавчого комітету Національної парламентської групи в Міжпарламентському Союзі.
- Заступник члена Української частини Парламентського комітету асоціації.
- Керівник групи з міжпарламентських зв'язків з Латвійською Республікою.
- Співголова групи з міжпарламентських зв'язків з Республікою Білорусь.
- Член групи з міжпарламентських зв'язків з Королівством Норвегія.
- Член групи з міжпарламентських зв'язків з Державою Ізраїль.
- Член групи з міжпарламентських зв'язків з Японією.
- Член групи з міжпарламентських зв'язків з Литовською Республікою.
- Член групи з міжпарламентських зв'язків з Китайською Народною Республікою.

Автор законів
1. «Про внесення змін до деяких законодавчих актів України щодо забезпечення реалізації житлових прав мешканців гуртожитків» № 1999-VIII.
2. «Про внесення змін до деяких законів України (щодо волонтерської діяльності)» № 246-VIII.
3. «Про внесення змін до пункту 3 розділу VIII „Прикінцеві положення“ Закону України „Про забезпечення реалізації житлових прав мешканців гуртожитків“ (щодо продовження строку мораторію на відчуження гуртожитків)» № 68-VIII.
4. «Про житлово-комунальні послуги» № 2189-VIII.
5. «Про внесення зміни до статті 3 Закону України „Про пенсійне забезпечення осіб, звільнених з військової служби, та деяких інших осіб“ (щодо доповнення переліку осіб, які мають право на пенсії нарівні з військовослужбовцями строкової служби та членами їх сімей)» № 1673-VIII.
6. «Про внесення змін до Закону України „Про регулювання містобудівної діяльності“ щодо продовження терміну прийняття в експлуатацію об'єктів будівництва, збудованих без дозволу на виконання будівельних робіт» № 2363-VIII.
7. "Про внесення змін до статті 13 Закону України «Про особливості здійснення права власності у багатоквартирному будинку» № 1413-VIII.
8. «Про внесення змін до деяких законодавчих актів України щодо удосконалення містобудівної діяльності» № 1817-VIII.
9. «Про комерційний облік комунальних послуг» № 2119-VIII.
10. «Про енергетичну ефективність будівель» № 2118-VIII.[9]

Міжнародна діяльність
Олександр Кодола розбудовує міжнародні зв'язки з Латвією.
За його безпосередньої участі місто Ніжин отримало місто-побратима — латвійське місто Прейлі.
Долучився до відкриття Почесного консульства Латвійської Республіки у Чернігові.
Організував у Латвії періодичний відпочинок для дітей з Чернігівської області, чиї батьки брали участь в Антитерористичній операції на сході України.
Сприяє проведенню спільних українсько-латвійських проектів у сфері децентралізації, сільського господарства, розвитку територій.
Запровадив постійний обмін делегаціями за участі представників місцевого самоврядування та бізнесу. Організував вивчення досвіду процесу децентралізації та обміну делегаціями представників Ніжинщини з латвійськими колегами, реформи місцевого самоврядування Латвії у рамках програми обміну досвідом між країнами за підтримки парламентської групи дружби Україна — Латвія і голови її латвійської частини Айнарса Межуліса.
За значний особистий внесок у зміцнення відносин між Латвією та Україною Олександра Кодолу нагороджено Грамотою Голови Сейму Латвійської Республіки.
Брав участь у парламентських зустрічах у Державному департаменті, Сенаті та Конгресі США.
В 2018 році підняв питання щодо проблем безпеки та оборони, реінтеграції українських територій, допомоги внутрішньо переміщеним особам, боротьби з корупцією.
Як Заступник голови Постійної делегації Верховної Ради України у Парламентській Асамблеї ЄС — Східні сусіди (ПА ЄВРОНЕСТ) бере активну участь у роботі Парламентської Асамблеї ЄВРОНЕСТ у Брюсселі.
У 2018 році під час засідання ЄВРОНЕСТ підняв питання необхідності звільнення українських бранців, яких незаконно утримує на своїй території Російська Федерація, і понесення кримінальної відповідальності вищого керівництва Росії за військові злочини.
Захист інтересів громади Чернігівщини
Олександр Кодола системно відстоює питання інформаційної безпеки на півночі Чернігівщини, наголошує на необхідності покращення забезпечення населення прикордонних районів якісним вітчизняним телепродуктом. Прикордонні північні райони Чернігівської області, що межують з Росією і на території яких проживає 120 тисяч громадян, недостатньо охоплені програмами вітчизняного телебачення. Є населені пункти, де трансляція українських каналів взагалі відсутня, оскільки не вистачає потужностей наявних радіотелевізійних передавальних станцій. У той же час трансляція російських телеканалів через мережу супутникового телебачення поширює російську пропаганду.
За особистого втручання Олександра Кодоли в Ніжині в жовтні 2016 року вчасно розпочався опалювальний сезон.
Народному депутату довелося терміново втрутитися в ситуацію, щоб була запущена котельня, яка забезпечує теплом лікарні і пологовий будинок.
Завдяки О.Кодолі в Ніжині було збережено від закриття відділення поштового зв'язку № 12. У випадку закриття поштового відділення погіршились би умови отримання та відправлення кореспонденції військовослужбовцями з військової частини А3160 та працівниками ДП «Ніжинський ремонтний завод інженерного озброєння». Враховуючи соціальну значимість об'єкта рішення про закриття відділення не було прийняте.
Підтримав тренерів-викладачів в питанні підвищення їм посадових окладів.
Ще у вересні 2018 року під час брифінгу у Верховній Раді України народний депутат разом із працівниками Носівської дитячо-юнацької спортивної школи озвучив проблему, яка стосується тисяч працівників дитячо-юнацьких шкіл по всій Україні. Коли розпочалася реформа освіти, одним з її перших кроків стало підвищення заробітної плати педагогам. Але тренери, які працюють у спортивних школах, залишилися без підвищення заробітної плати.
З метою поліпшення фінансових гарантій та збереження тренерсько-викладацького складу сфери фізичної культури і спорту О.Кодола звернувся до Прем'єр-міністра України Володимира Гройсмана та Міністра молоді та спорту України Ігоря Жданова.
А уже через місяць Міністерство молоді та спорту України розробило новий проект постанови Кабінету Міністрів «Про підвищення оплати праці тренерів-викладачів». Даний нормативно-правовий акт передбачає підвищення з 1 січня 2019 р. посадових окладів, визначених на основі Єдиної тарифної сітки на 10 %, тренерам-викладачам ДЮСШ за рахунок надання субвенції з державного бюджету місцевим бюджетам. Передбачається, що завдяки проекту урядового рішення, заробітна плата тренерів-викладачів орієнтовно зросте на 20 %.
Відстоював інтереси мешканців Ічнянського району, які постраждали внаслідок вибухів на військовому арсеналі в ніч на 9 жовтня 2018 року.
Пришвидшив виділення Урядом 100 млн гривень на ліквідацію наслідків руйнувань в Ічнянському районі.

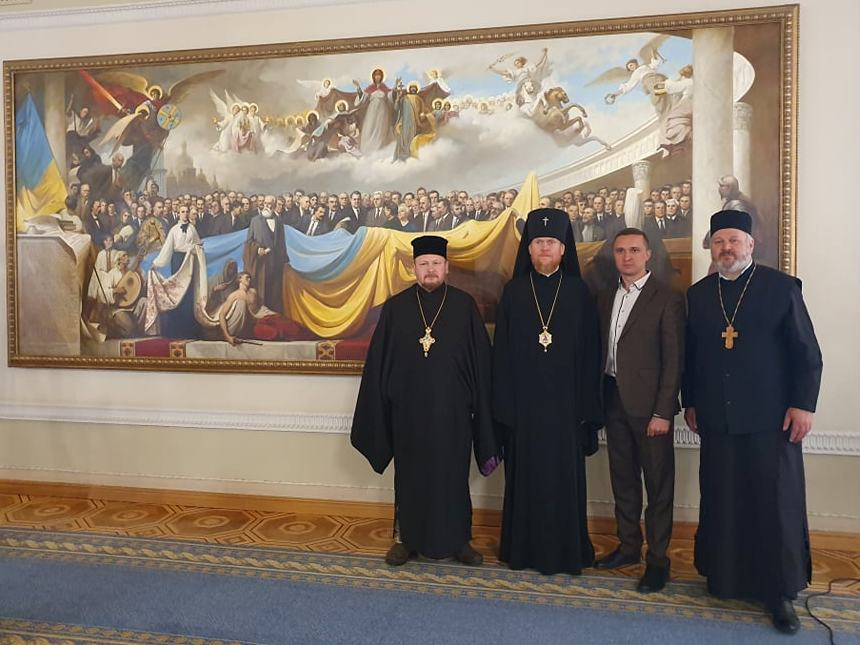
23.04.2019 у Верховній Раді України

Олександр Кодола долучився до боротьби по передачі церкви Іоана Богослова православній громаді Ніжина. Цей храм XVIII століття — унікальна пам'ятка історії та культури міста, є одним з найбільш відомих у Ніжині. Але 93 роки служба в храмі не проводилась і він слугував приміщенням для архіву. З 2015 року Олександр Кодола звертався з депутатськими зверненнями та запитами до Прем'єр-міністра України, Міністра культури України, керівництва Чернігівської області, голови Державної архівної служби України з метою якнайшвидшого вирішення питання передачі церкви вірянам.
В урочистостях з нагоди передачі храму Церкві, що відбулися 18 квітня 2019 року, взяли участь як народний депутат України Олександр Кодола, так і представники Чернігівської епархії Православної церкви України на чолі з Архієпископом Чернігівським і Ніжинським Євстратієм (Зорею), керівники міста та області.
23 квітня 2019 року у Верховній Раді України Олександром Кодолою було проведено брифінг з приводу передачі храму Іоана Богослова православній громаді Ніжина.
Виступає за створення в Ніжині заповідника державного значення, враховуючи виняткову архітектурну, містобудівну, історичну та мистецьку цінність комплексу пам'яток у місті Ніжині та з метою їх збереження і подальшого раціонального використання. Питання було озвучене на брифінгах у Верховній Раді України, в тому числі і з представниками наукової громадськості Ніжина, було підготовано кілька запитів та звернень до Кабінету Міністрів України та Міністерства культури України.
Підтримка соціально-економічного розвитку Чернігівщини
За чотири роки депутатської діяльності Олександр Кодола залучив на розвиток 209 виборчого округу понад 124 мільйони гривень.
Одним з найбільших проєктів, здійснених за підтримки народного депутата, є реконструкція басейну на базі НВК «Престиж» (гімназія № 16) у м. Ніжині. На ремонтні роботи та облаштування басейну було витрачено 8,5 мільйонів гривень. Це єдиний в Ніжині плавальний басейн.
2,3 мільйонів гривень було залучено на капітальний ремонт дитячого відділення Носівської центральної районної лікарні.
Профінансовано ремонт неврологічного відділення Ніжинської центральної районної лікарні.
Залучено кошти для здійснення ремонту із заміною дверей, вікон та внутрішніх електромереж хірургічно — терапевтичного відділення Центральної районної лікарні у Срібному. За словами медиків, заміна старих вікон на нові відразу зробила приміщення лікарні набагато затишнішим та теплішим.
На залучені Олександром Кодолою кошти закуплено оргтехніку (в тому числі облаштовано комп'ютерні класи) та меблі для навчальних закладів міста Ніжина, Ніжинського, Носівського, Варвинського, Срібнянського та Ічнянського районів, обладнання для лікарень та ФАПів, амбулаторій загальної практики—сімейної медицини, відремонтовано лікарні, школи, дитячі садки. В населених пунктах виборчого округу № 209 були встановлені сучасні дитячі, спортивні майданчики та цілі спортивні та дитячі комплекси, побудовано нові футбольні поля. Придбано музичну апаратуру, оргтехніку для закладів культури округу та бібліотек.
Олександр Кодола піклується про енергозбереження, тому започаткував програму з встановлення в населених пунктах округу вуличних ліхтарів з сонячними панелями. Ліхтарі, що живляться енергією сонця, — свого роду інфраструктурний експеримент, запропонований депутатом місцевим громадам свого виборчого округу. Кошти на його реалізацію, О.Кодола за проханням місцевих громад залучив із фонду соціально-економічного розвитку.
Також новою цікавинкою стали «сонячні дерева» — архітектурно-паркові композиції з сонячними панелями та ліхтарями. Такі «сонячні дерева» були встановлені в Ніжині, Лосинівці, Мрині, Варві, Носівці і Срібному. Найближчим часом будуть встановлені в селах Талалаївка і Вертіївка Ніжинського району. Відразу ж після початку роботи перших «сонячних дерев» до приймальні народного депутата почали надходити звернення щодо встановлення таких же конструкцій і в інших селах та селищах.

## Ініціативи
У 2016 році місто Ніжин увійшло до числа переможців конкурсу «7 чудес України. Історичні міста та містечка», який проводив Фонд Миколи Томенка «Рідна країна».
Підбиття підсумків відбулося у День української писемності та мови у Великій лаврській дзвіниці на території Києво-Печерської лаври.
За результатами інтернет-голосування та опитування експертів Ніжин посів 6 місце серед 21 міст- фіналістів з усіх регіонів України. Олександром Кодолою, його командою та усіма патріоти Ніжина була проведена значна робота для якомога кращої презентації міста.
Саме за ініціативи Олександра Кодоли в Ніжині була розгорнута потужна медійна кампанія за голосування в мережі Інтернет та проведений рекордний за кількістю журналістів прес-тур, у якому взяли участь 32 представники загальнодержавних і регіональних ЗМІ. Завдяки цим заходам Ніжин розкрився по-новому для мільйонів українців.
Також народний депутат став ініціатором створення робочої групи на чолі з міським головою Ніжина Анатолієм Лінником. Робоча група постійно проводила моніторинг голосування та забезпечувала участь міста у конкурсі.
Олександр Кодола — ініціатор відзначення ювілеїв Олександра Кониського, Миколи Гоголя, Ґригорія Ґалаґана та Ніжинського державного університету імені Миколи Гоголя на загальнодержавному рівні.
Велопробіг до Дня молоді та Дня Конституції України
Олександр Кодола — ініціатор та ідейний натхненник велопробігу в Ніжині з нагоди Дня молоді та Дня Конституції України.
Велопробіг проводиться щорічно починаючи з 2015 року.
Ініціатива народного депутата стала дуже популярною в місті. З кожним роком кількість бажаючих взяти участь у загальноміському спортивному святі збільшується. Наприклад у 2018 році разом з народним депутатом Олександром Кодолою на старт пробігу стали сотні ніжинців різного віку, від дошкільнят до пенсіонерів. Серед учасників велопробігу завжди вітається національна та патріотична символіка.
В межах підтримки велоспорту Олександром Кодолою було залучено кошти на встановлення велопарковок як в місті Ніжині, так і в населених пунктах 209 виборчого округу.
А для Ніжинської комплексної дитячо-юнацької спортивної школи у 2018 році було придбано 23 велосипеди на кошти, які були залучені О.Кодолою.
«Спортивний Ніжин — здорова нація»
Олександр Кодола започаткував проєкт «Спортивний Ніжин — здорова нація». Метою проведення змагань є пропагування здорового способу життя, залучення дітей до спортивних заходів, а також залучення батьків і вчителів до спільних заходів з дітьми, покращення комунікації між ними.
Вперше змагання відбулись восени 2018 року та відбувались в три етапи. До команд-учасниць змагань входили учні шкіл міста Ніжина, батьки та вчителі. Змагались 16 шкільних команд. У фіналі зустрілися команди школи № 17, гімназії № 3 та НВК «Престиж» № 16. Перемогу здобула команда НВК «Престиж» № 16 та стала володарем грошової премії змагань у розмірі 150 тисяч гривень.
У 2019 році кількість етапів змагань планується збільшити. Зросте і призовий фонд.